# Vatilieu

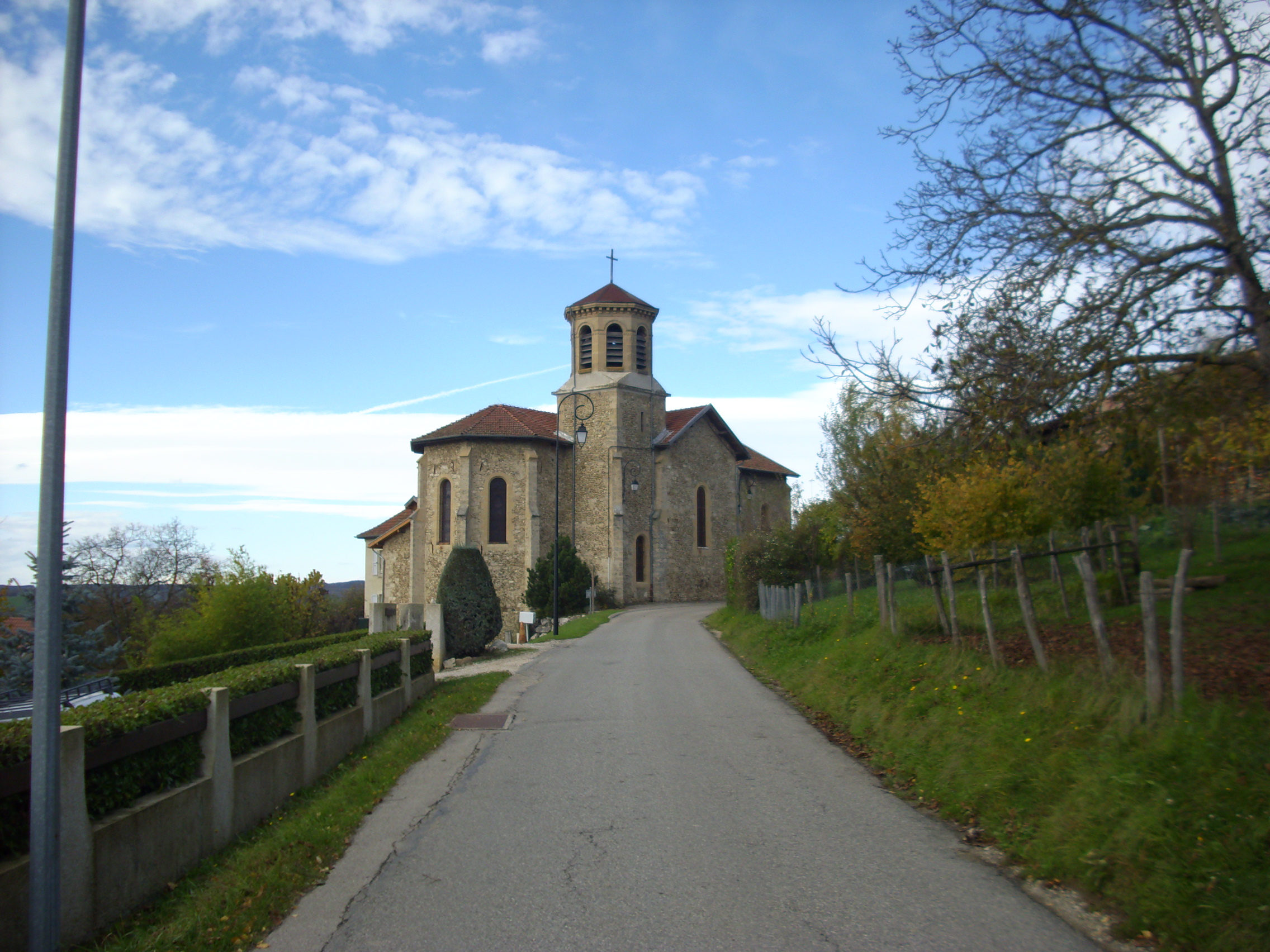
Kościół w Vatilieu, 2008

Vatilieu – miejscowość i gmina we Francji, w regionie Owernia-Rodan-Alpy, w departamencie Isère.
Według danych na rok 1990 gminę zamieszkiwało 315 osób, a gęstość zaludnienia wynosiła 34 os./km² (wśród 2880 gmin regionu Rodan-Alpy Vatilieu plasuje się na 1314. miejscu pod względem liczby ludności, natomiast pod względem powierzchni na miejscu 1179.).